# 奇眼珍魚
奇眼珍魚為輻鰭魚綱水珍魚目小口兔鮭科的其中一種，為深海魚類，分布於大西洋及西太平洋熱帶海域，棲息深度0-1250公尺，體長可達10公分，棲息在中層水域，生活習性不明。